# Šumane
Šumane (en serbe cyrillique : Шумане) est une localité de Serbie située dans la municipalité de Lebane, district de Jablanica. Au recensement de 2011, elle comptait 1 395 habitants.
Šumane est officiellement classé parmi les villages de Serbie.

## Démographie

### Évolution historique de la population
| 1948  | 1953  | 1961  | 1971  | 1981  | 1991  | 2002  | 2011  |
| ----- | ----- | ----- | ----- | ----- | ----- | ----- | ----- |
| 1 374 | 1 514 | 1 613 | 1 669 | 1 695 | 1 674 | 1 515 | 1 395 |

|  |